# Лихварство
Лихварството е вид дейност, която може да бъде търговска дейност или такава по занятие, осигуряваща пари от един субект (кредитор) на друг (длъжник) срещу цена наречена сконто, включваща в себе си разходите по предоставяне на главницата, „цената на услугата“ и печалбата от дейността, които общо се калкулират в лихвата (виж и висока лихва, проста лихва и сложна лихва).

## Терминология
В днешния разговорен език с термина лихварство се обозначава предоставянето на паричен заем от заемодател на кредитополучател срещу висок лихвен процент. Терминологично във финансово-правен аспект не се смесват понятията за лихварство и лихвоимство, като именно последното е заемане на парични средства срещу прекомерна лихва, а лихварството е уговорката или задължението за лихва по вземането, като самото съществуване на лихва по вземането се означава като лихвоимство.

## Историческа справка
Лихварството в света от по-ново време (след революциите в Европа) е институционализирано, като учрежденията или по-точно т.нар. кредитни учреждения които отпускат кредит срещу лихва по занятие са банките или друг вид кредитни институции. В България според действащото законодателство институции които могат да осъществяват кредитна дейност по занаятие са банките и дружествата за електронни пари.
През античността и средновековието лихварството е забранена дейност. Религията също укорява и възпрепятства лихварството, като християнството до Реформацията (виж тамплиери) и исляма не го допускат. По това време мирския светоглед го счита за аморален акт и то се преследва с цялата строгост на закона.
В изкуството лихварството също е подложено на низвергване и „анатемосване“. Световната литература е съхранила образите на Шейлок от „Венецианския търговец“ на Шекспир и старицата еврейка-лихварка Альона Ивановна от „Престъпление и наказание“ на Достоевски, която бива съсечена с оръдието на престъплението (брадва – виж фасции) на главния герой от романа – Радион Разколников.

## Наказуемост за лихварство
В някои страни лихварството се преследва като престъпление. В Иран и Пакистан е забранено, а в Германия се наказва с до 3 години лишаване от свобода, а в особено тежки случаи – с лишаване от свобода от 6 месеца до 10 години.

## Лихварството в българските земи и в България
В България, както и в целия свят, лихварството е основният източник на кредитиране преди създаването на банкова система в края на 19 век и началото на 20 век. Първите мерки за неговото ограничаване са взети от Мидхат паша, който в средата на 60-те години инициира създаването на мрежа от земеделски каси. Въпреки това, до началото на 20 век лихварите остават основен кредитодател, най-вече за по-бедните земеделци. Причините за това са по-строгите изисквания за обезпечение и липсата на интерес към краткосрочно кредитиране у банките, както и по-персоналното отношение на лихварите, които са по-склонни към многократно разсрочване на кредитите.
Въпреки стремежа към ограничаване на лихварството в България, към края на 19 век обемът на кредитите, отпуснати от лихвари, се оценява на 80 – 90 милиона лева (за сравнение, активите на Българската народна банка по това време са 127 милиона лева).

## Галерия
- Изгонване на търговците от храма (гравюра от Лукас Кранах – 16 век)
- Знакът за лихва от 15 век
- Знакът за лихва от 17 век
- Знакът за лихва от 18 век до днес